# Tetilla japonica
Tetilla japonica är en svampdjursart som beskrevs av Lampe 1886. Tetilla japonica ingår i släktet Tetilla och familjen Tetillidae.
Artens utbredningsområde är havet kring Japan. Inga underarter finns listade i Catalogue of Life.